# Seeland, Schweiz

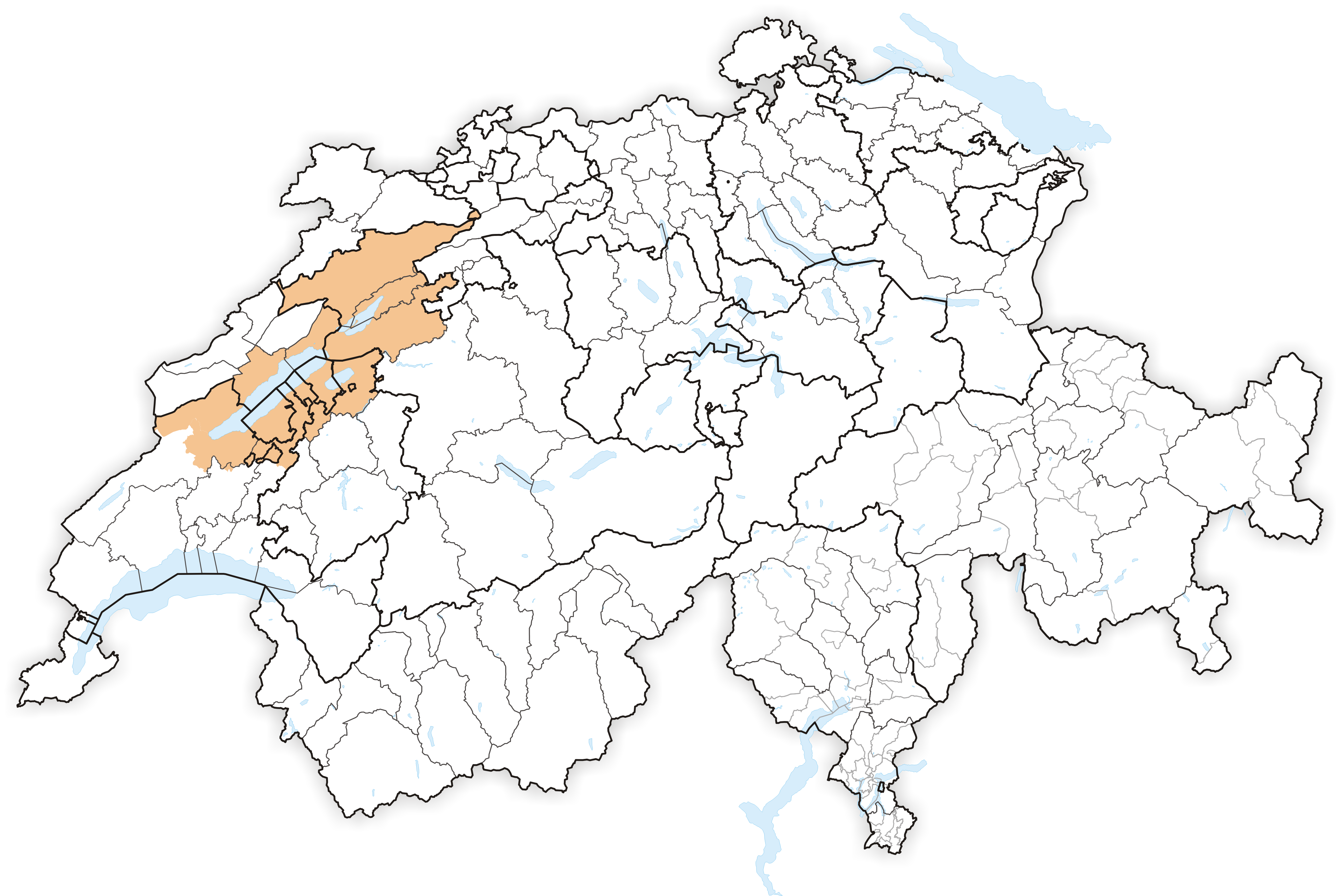
Seelands läge i Schweiz.

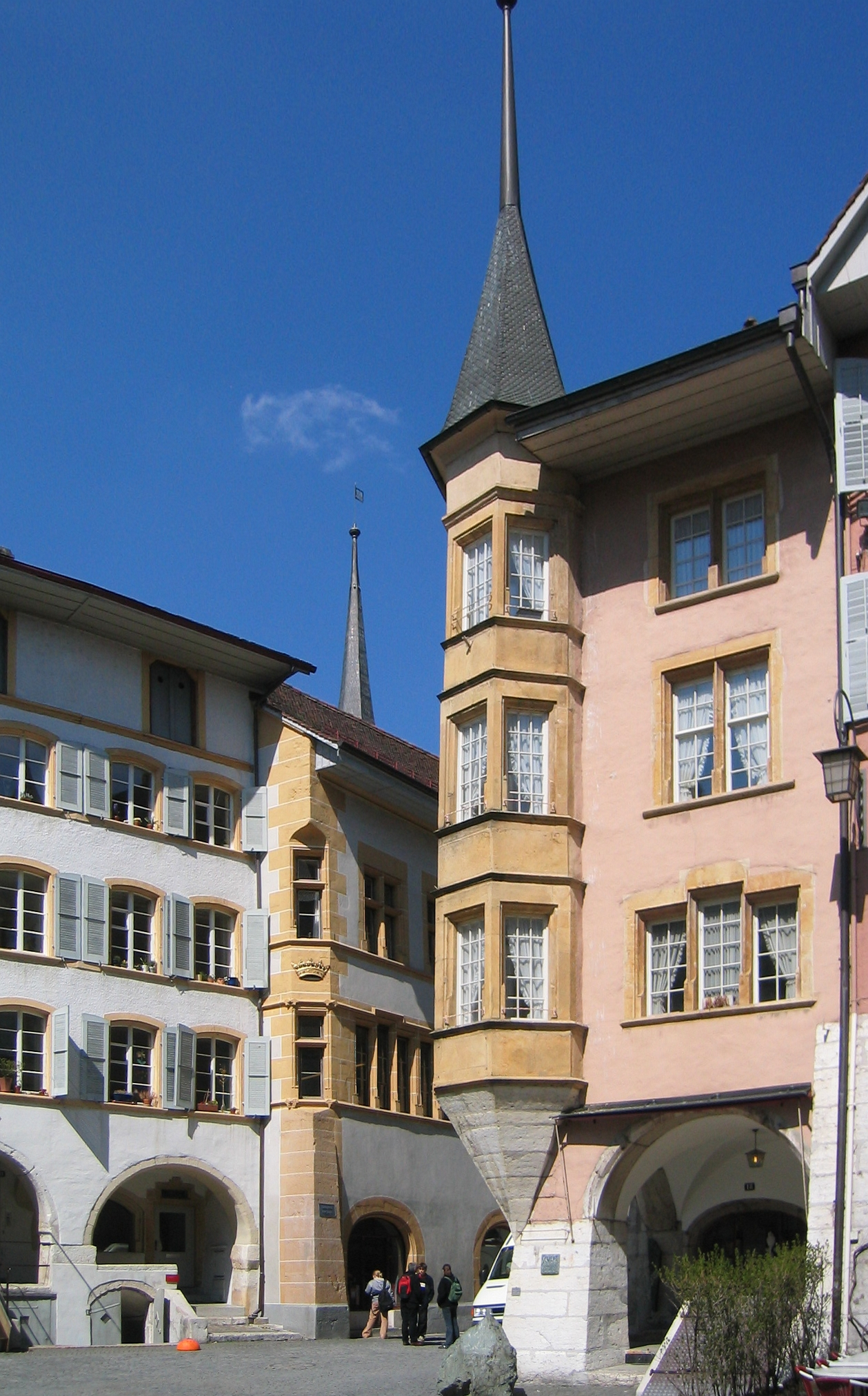
Ring in Biel.

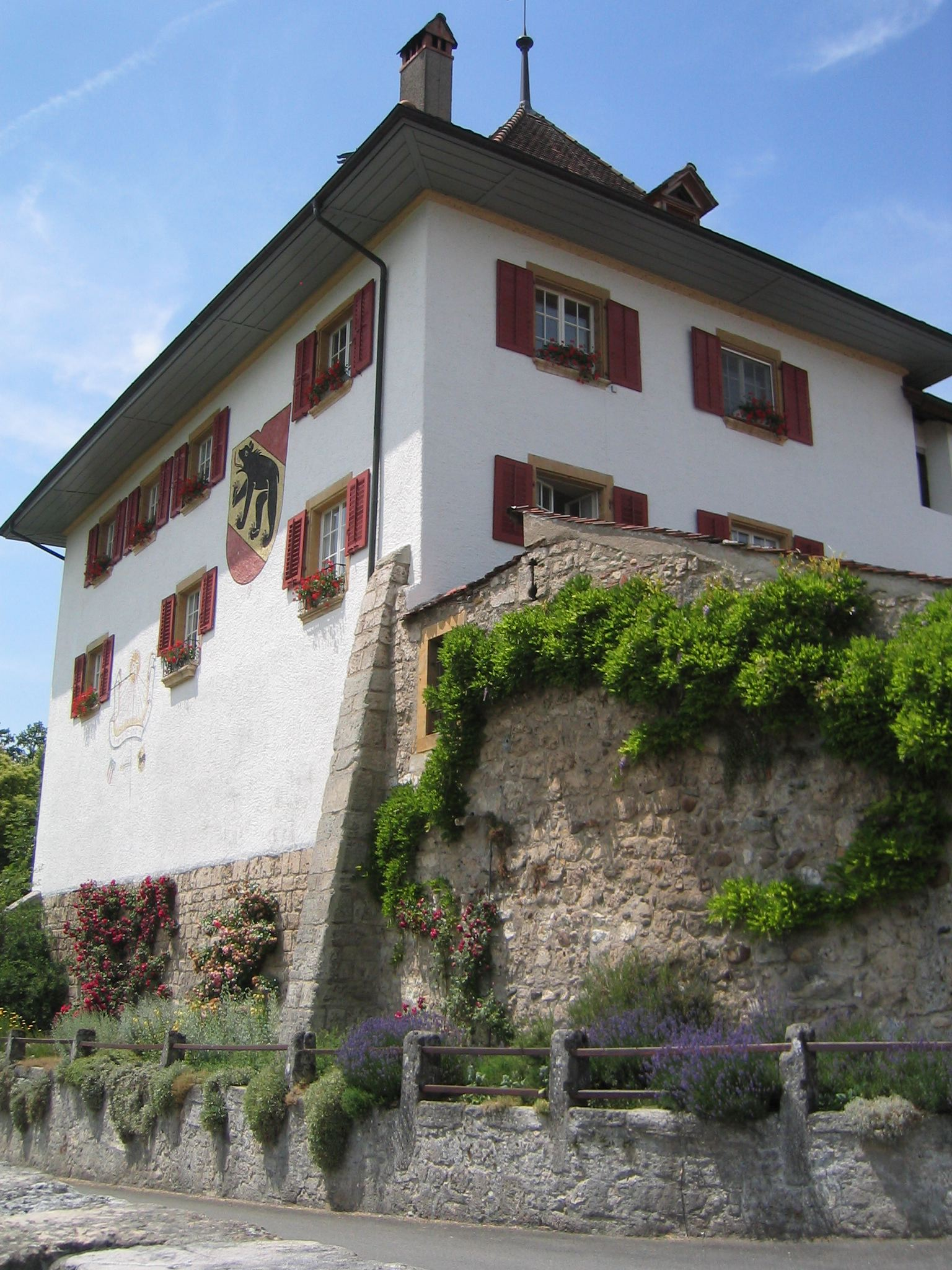
Erlachs slott.

Seeland är ett område runt Bielsjön i kantonen Bern i Schweiz. Seeland är en del av området 'de tre sjöarna' (tyska: Drei-Seen-Land; franska: pays des trois-lacs) runt sjöarna Bielsjön, Neuchâtelsjön och Murtensjön.